# 扁枝石松
扁枝石松（学名：Diphasiastrum complanatum），为石松科扁枝石松属下的一个植物种。